# Лари (провинция Пиза)
Лари (итал. Lari) — коммуна в Италии, располагается в области Тоскана, в провинции Пиза.
Население составляет 8738 человек (2011 г.), плотность населения составляет 190 чел./км². Коммуна занимает площадь 45 км². Почтовый индекс — 56035. Телефонный код — 0587.
В коммуне особо празднуется Успение Пресвятой Богородицы. Покровителем коммуны почитается святой Леонард Ноблакский, празднование 8 сентября.

## Демография
Динамика населения:

## Администрация коммуны
- Официальный сайт: http://www.comune.lari.pi.it/